# Снежна китова птица
Снежната китова птица (Pachyptila turtur) е вид птица от семейство Буревестникови (Procellariidae).

## Разпространение
Видът е разпространен в Аржентина, Австралия, Нова Зеландия, Фолкландски острови, Френски южни и антарктически територии, Южна Африка и Южна Джорджия и Южни Сандвичеви острови.